# テオドール・フェルストラーテ
テオドール・フェルストラーテ（Theodoor Verstraete、1850年1月5日 -  1907年1月8日）はベルギーの画家である。主にベルギー田園地域の風景や人々を描いた。

## 略歴
ヘントで生まれた。父親は劇場の楽団の指揮者で、母親は人気のある女優であった。1852年に家族はアントウェルペンに移り、その後ブリュッセルに移った。子供時代は音楽を学び、両親の巡業に同行した。絵を描くことにも熱心で、1867年からアントウェルペンの美術学校で学び始め、版画も学んだ。美術学校では風景画家のヤコブ・ヤコブス(Jacob Jacobs)に学び、同じ時期の学生にはエミール・クラウス(Emile Claus: 1849-1924) 、ジェフ・ランボー(Jef Lambeaux:1852-1908)らがいた。
1876年頃、はじめて アントウェルペンの展覧会に出展し、その後も展覧会への出展を続け1882年にパリの展覧会で選外佳作となり、 アントウェルペンでは金賞を受賞した。1878年にアカデミーでの修行を終えて、翌年から アントウェルペンに近いブラスカート(Brasschaat)に家を建てて移った。この町を拠点に周辺地域の風景を描いた。「ブラスカートの画家」と呼ばれ、多くの画家がフェルストラーテと共に作品を描き、フェルストラーテの指導を受けた。「ブラスカート派」と呼ばれる画家には、ヤン・フランシス・シモンス(Jan Frans Simons)、Frans Van Ballaer、Jules Guiette、エフェルト・ピーテルス(Evert Pieters)、Rosa Leigといった人々がいる。
1883年に官立サロンの運営に反対するグループによって「20人展」が設立され、フェルストラーテも設立時のメンバーとなるが、主要な他のメンバーに比べて画風は保守的であり、2年後にメンバーを辞めた。1883年にピート・フェルハールト(Piet Verhaert)らと伝統を維持することを主張する美術家グループ「Wees U Zelf」の共同設立者となり、このグループにはFrans Van Kuyck、ウジェーヌ・ヨールス、Edgard Farasyn、エミール・クラウスらが加わった。1891年には「 De XIII（13人展）」の共同創立者になった。このグループは1899年まで存続し3回の展覧会を開いた。

## 作品

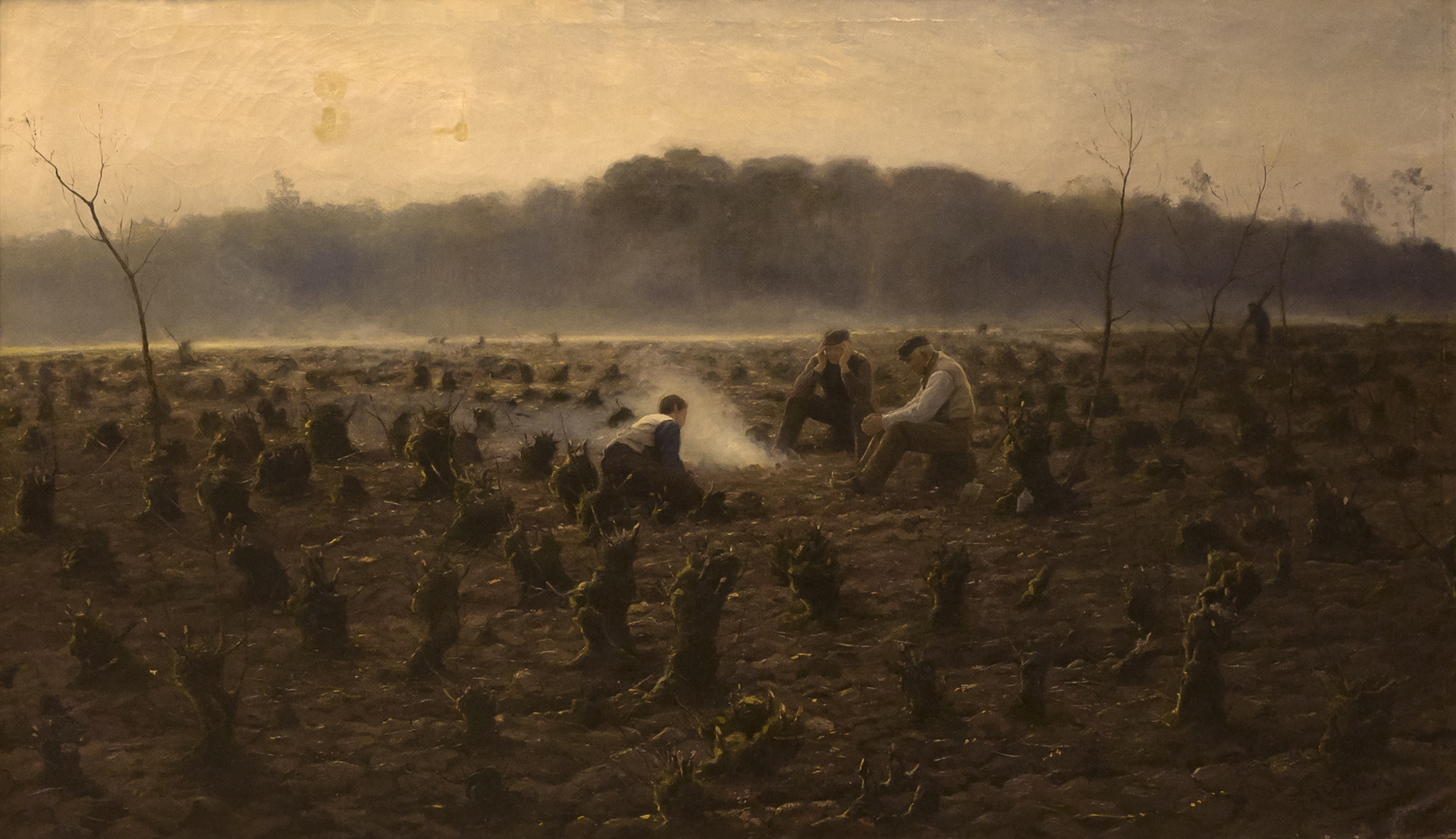
「切り株」
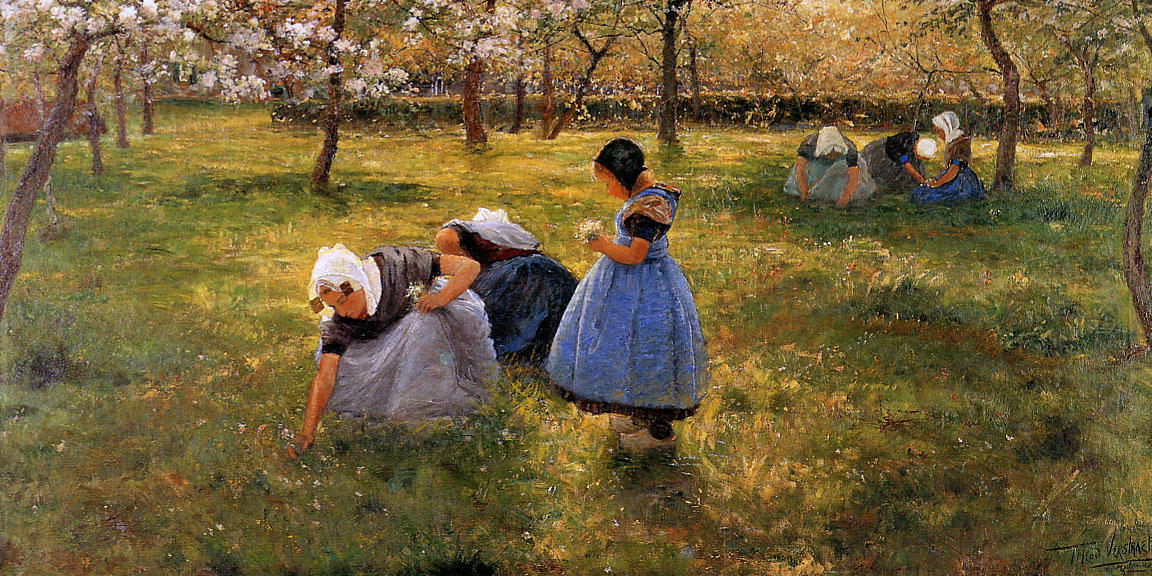
「スコーレの春」(1894)
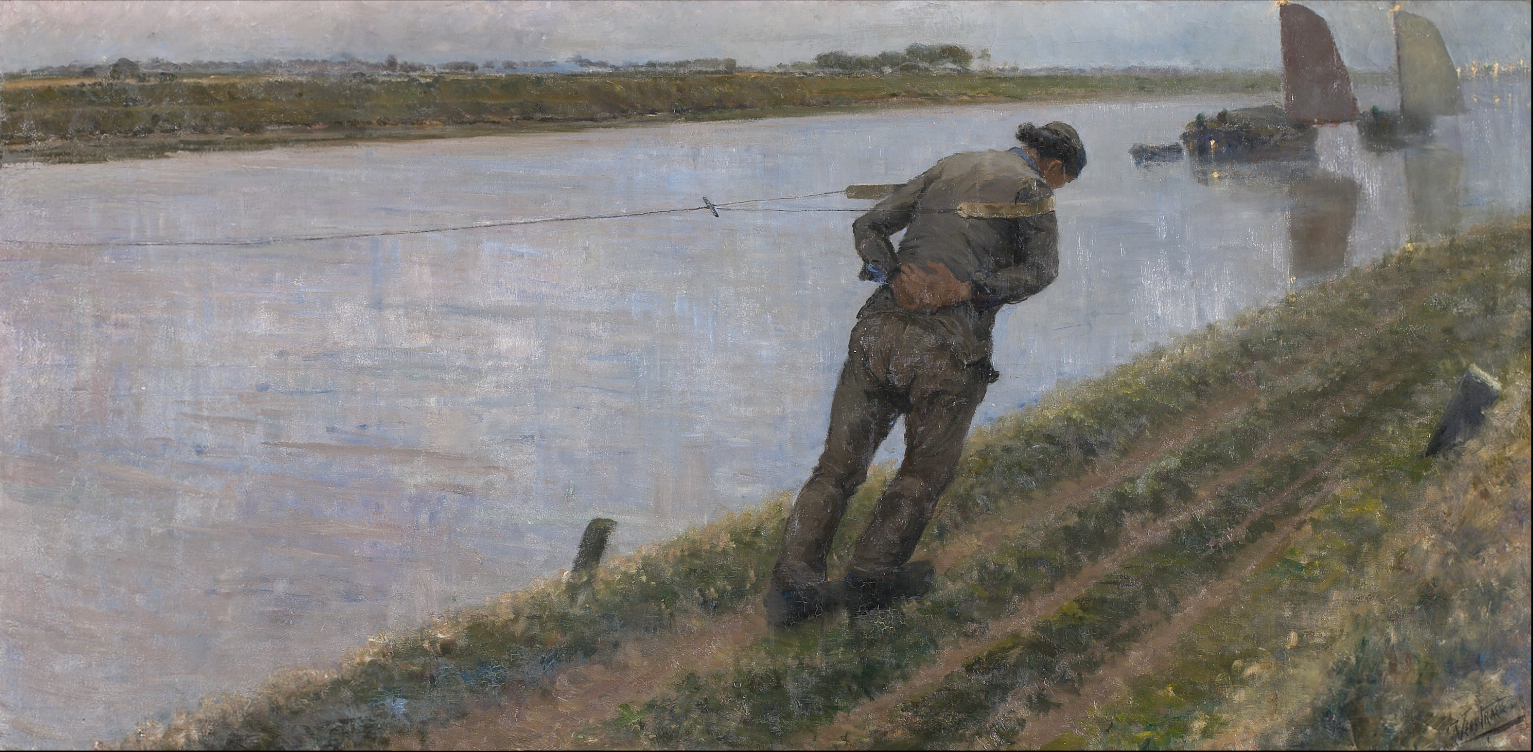
「船を曳く人」
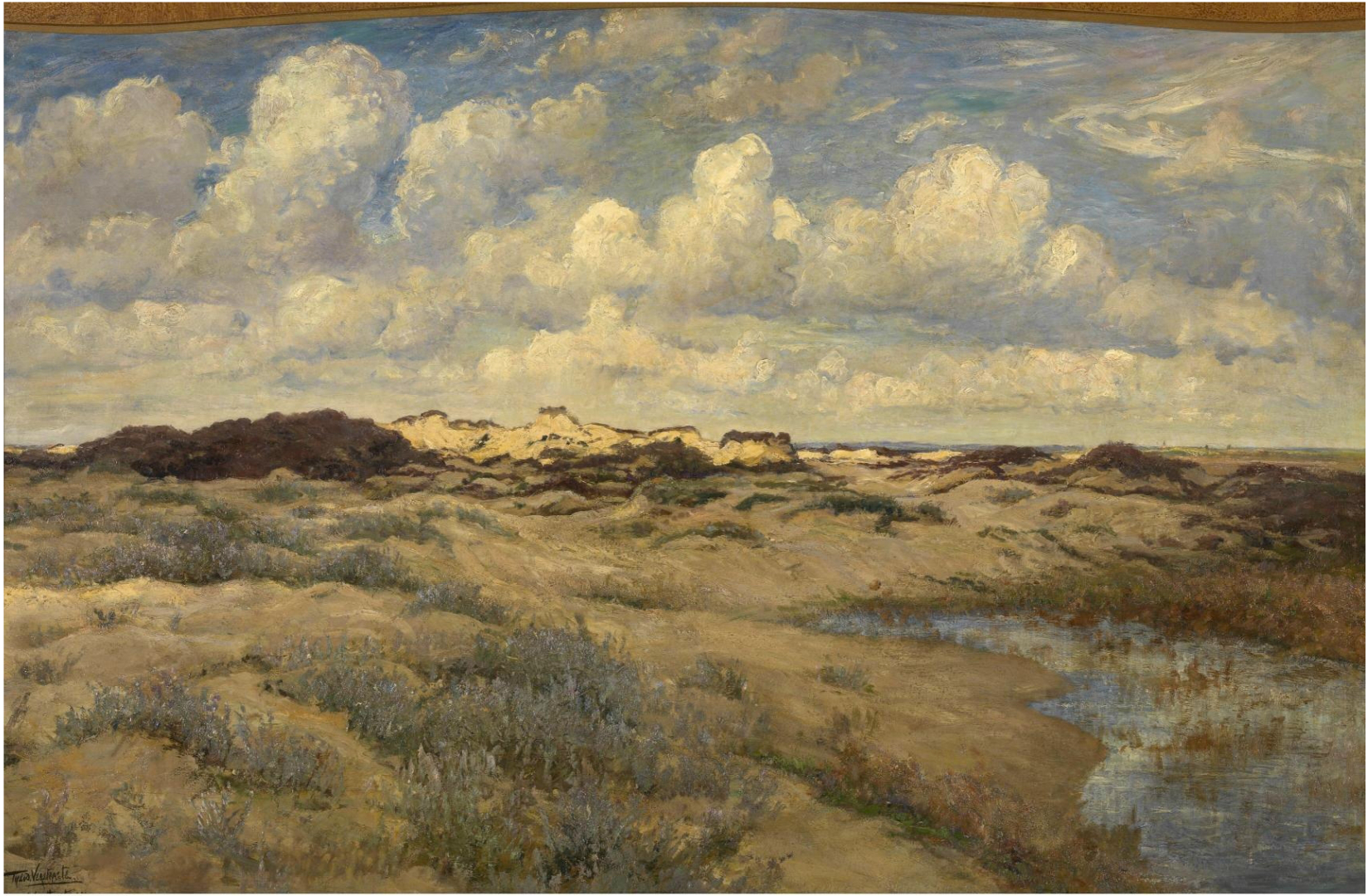
「雨の後」
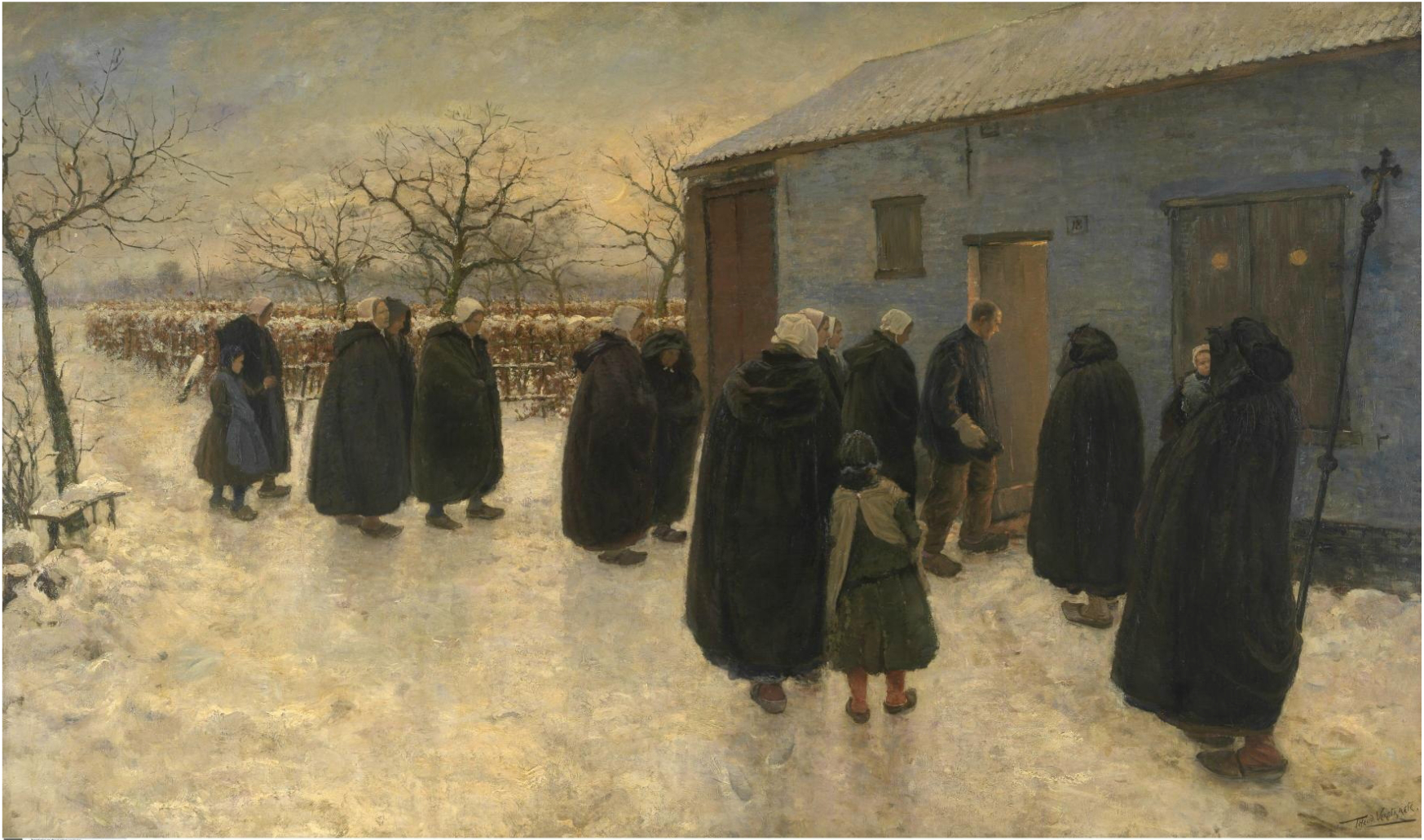
「ビジリアに集まる人々」(c.1889)
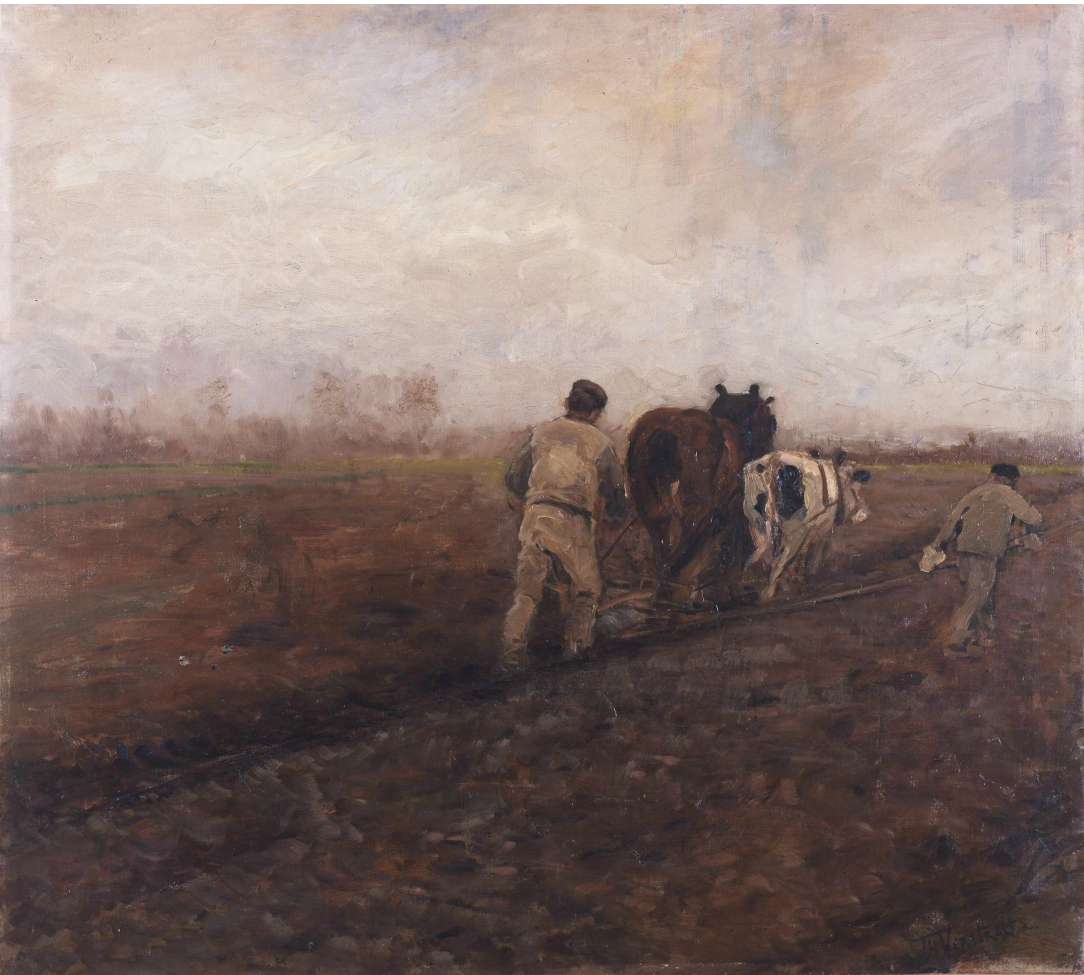
「野原の開墾」